# Козлов Руслан Юрійович
Козлов Руслан Юрійович (н. 13 червня 1976, Енергодар, Запорізька область) — український суддя, голова Печерського районного суду Києва. 

## Життєпис
Народився 13 червня 1976 року в Енергодарі Запорізької області.
1993—1998 — навчався в Запорізькому інституті державного і муніципального управління.
Козлов працює в судових органах з 1999 року. 1999—2007 — помічник судді судової колегії в цивільних справах  Верховного суду України.
12 січня 2007 — призначений на 5 років суддею Печерського районного суду Києва, а 12 січня 2012 року обраний суддею безстроково. Заступники голови суду: Олег Білоцерківець та Ірина Литвинова.
З 3 квітня 2015 — голова Печерського суду, до цього головою суду була Світлана Смик. Помічницею Козлова в Печерському суді є рідна сестра Віктора Кицюка, іншого судді цього ж суду.
2014 року Козлов під час суду над Михайлом Добкіним замінив йому запобіжний захід з домашнього арешту на особисте зобов'язання.
2015 року Козлов судив екс-голову ДСНС Сергія Бочковського, присудивши йому запобіжний захід у вигляді утримання під вартою протягом двох місяців.

## Сім'я
- Дружина — Козлова Оксана Іванівна[10]
- Син — Козлов Герман Русланович
- Колишня дружина — Козлова Оксана Іванівна, у 2013—2015 секретар судового засідання у Касаційному господарському суді України[11]

## Нагороди
- 2016 — нагороджений 9 пістолетом ПМ №ПХ 4849 у комплекті з 8 патронами[12]